# Peplidium muelleri
Peplidium muelleri är en gyckelblomsväxtart som beskrevs av George Bentham. Peplidium muelleri ingår i släktet Peplidium och familjen gyckelblomsväxter. Inga underarter finns listade i Catalogue of Life.